# Homo sapiens. Une nouvelle histoire de l'Homme
Pour plus de détails, voir Fiche technique et Distribution.
Homo sapiens. Une nouvelle histoire de l'Homme est un téléfilm documentaire réalisé par Thomas Johnson en 2005 qui présente les nouvelles recherches pluridisciplinaires sur l'origine et l'évolution de la bipédie humaine développée, entre autres, par la paléontologue française Anne Dambricourt-Malassé.

## Contenu
Diffusé le 29 octobre 2005 par la chaîne de télévision Arte, coproductrice du documentaire, le film développe une hypothèse alternative à la théorie standard de l'East Side Story qui explique l'apparition de la bipédie humaine par l'isolement géographique de petits groupes d'hominidés en particulier dans l'est africain à cause de changements climatiques et environnementaux contraignant les grands singes à se redresser. L'hypothèse développée dans le film, baptisée "Inside Story"[réf. nécessaire] repose sur les travaux reconnus, de la paléoanthropologue Anne Dambricourt Malassé, chercheur au CNRS, qui a étudié l'origine embryonnaire de la flexion de la base du crâne et notamment de la rotation de l'os sphénoïde au cours de l'évolution humaine. Ce processus redresse le système nerveux et entraîne la bipédie permanente, qui apparait dès lors comme le résultat d'un processus évolutif « interne » impliquant des gènes du développement et des effets épigénétiques. La bipédie permanente ne serait donc pas d'origine locomotrice provoquée par la raréfaction du couvert forestier mais la conséquence d'une complexification de la neurogenèse amorcée avec les premiers simiens et à l'origine de la première angulation du sphénoïde embryonnaire. 
Ce documentaire expose donc une découverte en accord avec les connaissances actuelles en génétique du développement embryonnaire sur la biologie de l'évolution et sans rapport avec une logique finaliste d'«évolution interne ». Elle est incompatible cependant avec le néo-darwinisme qui est une des théories évolutionnistes au cœur de la biologie de l'évolution contemporaine avec la théorie de l' auto-organisation à laquelle se réfèrent les travaux d'Anne Dambricourt Malassé. En effet, le néo-darwinisme cherche à expliquer l'évolution des espèces par le mécanisme de sélection naturelle de mutations génétiques exclusivement accidentelles or ce n'est pas ce qui ressort de l'évolution géométriquement orientée, du sphénoïde au sacrum, qui est la meilleure adaptation des individus à leur environnement. Les processus évolutifs génétiques préservés, et qui se sont propagés dans l'espèce, sont plus complexes. La formalisation de ces processus a été publiée dans des revues scientifiques après avoir été diffusée dans des congrès, les articles sont disponibles sur le réseau scientifique researchgate.

## Polémique
(septembre 2017).
À l'annonce de sa diffusion, les responsables du film ainsi que la chaîne Arte ont fait l'objet d'une campagne de contestation menée par un chercheur du Muséum, Guillaume Lecointre, lequel dans une lettre ouverte accuse la chaîne et la maison de production de cacher la présence d'organisations américaines créationnistes sans toutefois en apporter la preuve. 
Ceci n’empêcha pas la diffusion du film, mais au vu de cette mise en garde sans arguments, Arte programma en urgence un débat avec le journaliste Michel Albergandi, et deux biologistes non spécialistes de l'évolution humaine, Pierre-Henri Gouyon, défenseur du caractère exclusif de la version néo-darwinienne de la théorie de l’évolution et directeur du laboratoire d'Écologie, Systématique et Évolution à Paris-XI Orsay et Michel Morange, professeur de biologie (Université Paris-VI et à l’École normale supérieure), qui exprimèrent de graves doutes quant à la validité des éléments présentés, ignorant que les plus grands experts en paléoanthropologie à s'être exprimés depuis plus de 10 ans auprès du CNRS sur la recherche d'Anne Dambricourt, Yves Coppens et Phillip Tobias, sont également intervenants dans le film.
Dans les jours qui suivirent, les journaux Le Monde, Libération, les revues Science et Vie, Pour la Science, ont fait allusion au lien apparent entre la vision téléologiste et anti-darwinienne de la thèse présentée et le mouvement Intelligent design (dessein intelligent) aux USA. Guillaume Lecointre fut à l'origine de cette campagne alors qu'il n'avait pas vu le film, et non seulement critiqua vivement le contenu du documentaire épaulé en cela par la plupart des spécialistes du domaine croyant dénoncer une campagne pro-créationniste liée à l'Université interdisciplinaire de Paris[réf. nécessaire].
De leur côté, la maison de production et le réalisateur ont perçu cette campagne médiatique comme une manipulation idéologique de la part de Guillaume Lecointre. L'Université interdisciplinaire de Paris, étrangère au film, a quant à elle vivement protesté contre les accusations de Guillaume Lecointre, envisageant des poursuites judiciaires. En fait, il apparaît que Guillaume Lecointre a inclus cet épisode dans un conflit de longue date qui l'oppose à l'Université interdisciplinaire de Paris, et à Anne Dambricourt en particulier depuis une invitation d'Yves Coppens à exposer sa découverte au Collège de France en 1996.
Par ailleurs, Le Monde a publié un droit de réponse d'Anne Dambricourt, auteur de cette théorie. Les défenseurs de ce documentaire disent que les thèses scientifiques présentées n'ont jamais eu de liens avec le dessein intelligent (thèse d'une programmation intelligente) ni avec le créationnisme, arguant que les scientifiques observent des processus dits « non-darwiniens » qui ne font pas pour autant référence au Dessein Intelligent. Ils affirment que les découvertes d'Anne Dambricourt-Malassé publiées à l'Académie des sciences en 1988 et en 2006, poursuivies au CNRS depuis 1990 et sa titularisation en 1992 réunissant de nombreux experts français et étrangers, sont scientifiques et n'ont jamais eu de relations avec cette école américaine. Néanmoins, Guillaume Lecointre prête à Anne Dambricourt une thèse théologique très proche du dessein intelligent, en sortant des phrases de leur contexte « S’il s’avère au contraire, par des voies scientifiques, que les hommes s’inscrivent dans une naissance, un processus non aléatoire, alors le fait de parler de Dieu a un sens et ce sens s’inscrit dans celui du processus ». Autrement dit, le fait de parler de Dieu s'inscrirait logiquement dans le processus culturel d'humanisation, ce qui ne signifie ni l'existence de Dieu, ni l'intervention d'une volonté divine dans les processus évolutifs mais la nécessité logique de donner du sens à ce type de processus complexes.
Les deux biologistes intervenus dans l'unique débat de cette affaire et des paléontologues et anthropologues interrogés par Michel Alberganti ont rejeté en bloc son interprétation sur l'évolution humaine en général, cette posture a été totalement désavouée en 2011 par la dizaine d'experts qui ont validé son Habilitation à Diriger des Recherches avec les félicitations à titre exceptionnel.

## Fiche technique
- Producteur : Play Film, Arte France, Discovery International Netwok, Nederland Moslim Omroep
- Distribution : Play Film

#### Exemple d'analyses d'auteurs
- (fr) Esprit es-tu là ? sur le site de Jean Staune
- (fr) Nouvelles Clés

#### Critiques à propos du film
- (fr) Un os dans les théories de l'évolution, le sphénoïde ! site hominidés
- (fr) Un film soupçonné de néocréationnisme fait débat, sur le site du journal Le Monde
- (fr) Et Dieu ramena sa science sur Arte, sur le site du journal Libération
- (fr) Réponse à la mise en accusation du film documentaire Homo Sapiens, une nouvelle histoire de l'homme
- (fr) Association française pour l'information scientifique (AFIS)
- (fr) Danger Science Spirituellement Modifiée Nouvelles de brights
- (fr) Créationnisme larvé sur Arte Site Indymedia Grenoble
- (fr) Olivier Brosseau, Le spiritualisme de l'Université Interdisciplinaire de Paris : analyse de la polémique autour du film documentaire "Homo sapiens, une nouvelle histoire de l'homme", L'Idée Libre, n°279, décembre 2007.
- (fr) Objet télévisuel non identifié Chat sur le site de France 5
- (fr) Blog Sens Commun